# Малоземельская тундра
Малоземе́льская ту́ндра (Тиманская тундра) — тундра, занимающая приморскую низину северо-запада Печорской низменности, один из биогеографических регионов Северо-русской низменности. Малоземельская тундра — область исконного проживания ненцев. Это своеобразный этнографический край Русского Севера.

## География
Малоземельская тундра начинается от левого берега реки Печоры, которая служит границей тундры на востоке. Южную границу составляют реки Цильма (приток Печоры) и Пёза (приток реки Мезени, на западе — река Ома. При этом тундру Канина полуострова обычно называют Канинская тундра. На севере берег тундры, который поморы называли «Тиунским», омывают Чёшская губа и Поморский пролив Баренцева моря Северного Ледовитого океана. Тянется с юго-востока на северо-запад, постепенно расширяясь вследствие меньшего нагрева. В юго-западном конце ширина тундры достигает 120—140 км, в северо-восточном — до 450 вёрст. Длина от левого берега Печоры по южной границе до Омских озёр доходит до 450 км, а по северной и северо-восточной границе до 620 км. Тиманская тундра представляет собой частью ровную, частью холмистую равнину со слабым наклоном к северу.

## Геология
Малоземельской тундра сформирована на четвертичных отложениях мощностью свыше 100 м. В основании толщи располагаются валунные суглинки и глины нижней морены рисскогого оледенения мощностью до 10 м Нижняя морена содержит валуны принесенные оледенением с Новой Земли. Выше нижней морены расположены темносеросиние глины, галечновалунные пески и чистые пески, образованные в период межледниковой морской трансгрессии. Ещё выше находится верхняя морена вюрмского оледенения, представленная валуннами смешанного новоземельско-скандинавско-тиманское происхождения.
Мощность четвертичных отложений Тиманской тундры не превышает 10 м. Они встречаются по всему побережью Чешской губы и в долинах между отдельными горными хребтами. Коренными породами на Северном Тимане являются допалеозойские кристаллическими сланцы, перекрытые верхнесилурийскими известняками и доломитами.

## Ландшафты
Поверхностные почвы в северной части тундры состоят из песков с подстилающими их постплиоценовыми глинами или коренными породами различного возраста. Песчаная тундра имеет значительно меньшее распространение, нежели глинистая, расположенная между реками Индига и Печора и вообще на северо-востоке тундры. Многочисленные сопки и горки по большей части состоят из глины, реже из песка. Торфяники залегают на значительном пространстве, в особенности в безлесной части тундры и на северной границе сплошных лесов, а также в логовинах и у берегов озёр и мелких речек. В основе их лежит песок, связанный корнями растений и вечной мерзлотой. Тиманскую тундру в средней и отчасти в восточной её частях прорезают невысокие горные хребты Тиманского кряжа. Самый западный из них называется Косминский Камень, между реками Пёша и Варшина-виска, затем идут Тиманский и Чаицын Камни, самый восточный — Каменноугольная гряда, а в верховьях реки Космы — Хайминский Камень. Между Тиманским кряжем и своей западной границей, а также и к северо-востоку от этих гор, тундра покрыта громадными торфяными буграми, поросшими лишайниками, морошкой, голубикой, карликовой берёзкой и разными мхами.
Бугры эти отделены друг от друга вытянутыми, извилистыми или озеровидными впадинами, занятыми мокрыми моховыми болотами и трясинами. Южная и средняя часть тундры занята сплошными лесами, состоящими из ели, а на сухих, возвышенных местах — из сосны и лиственницы, на берегах же речек — из ивы, берёзы и кустарников. К северо-востоку леса совсем исчезают, исключая западные части тундры, где по берегу моря у устья рек встречаются небольшие леса или одиночные деревья. Торфяно-кочкарная безлесная тундра встречается преимущественно в северо-восточной части; она отличается от бугристой непрерывностью торфяного покрова и слегка кочковатой поверхностью. По берегам значительных рек, выносящих более тёплую воду с юга и подвергающихся весенним разливам, простираются зелёные луга. Почва в северной, средней и в северо-восточной частях Тиманской тундры мёрзлая; она оттаивает к концу лета на глубину от 1 до 1,5 аршин и редко где более. Здесь же замечено постоянное отступление северной границы лесов к югу.

## Гидрография
Множество рек протекает по Малоземельской тундре. Текут они преимущественно в Северный Ледовитый океан. Наиболее значительны из них:
- Ома, Снопа, Пёша, Волонга, Великая, Индига, Вельта — впадают прямо в море,
- Варшинская Виска и Урдюга — притоки реки Пёза,
- Пёза — приток Мезени,
- Косма и Татбыш — притоки Цильмы,
- Сула и Цильма — приток Печоры,
- Сойма — приток Сулы.

Имеется много рыбных пресноводных озёр: Анутей, Индигские озёра (4), Варшинские озёра (4), Песчанка-То, Косминское озеро, Омские озёра и другие.

## Этнография
Население Малоземельской тундры состоит из русских и ненцев, которые проживают в деревнях, селах и посёлках по рекам Печора, Индига, Сула, Ома, Пёша и Снопа.

## История
Главнейшие занятия автохтонного населения до середины XX века — оленеводство, морские и рыбные промыслы, охота и птицеловство; русские занимаются также торговлей, управлением и образованием. Тиманских самоедов в 1892 году числилось ревизских душ 355. Они очень обеднели; лишь у 50 человек числилось 2500 оленей, прочие же не имели скота. Самоеды безжалостно эксплуатируются здешними русскими торговцами, хотя законом они признаны единственными владельцами тундры. Все самоеды — христиане; большинство их усвоило русский язык. В Тиманской тундре 1 православная церковь, в селе Нижняя Пёша. Путей сообщения долгое время не существовало из-за сильной заболоченности; езда производится на оленях, а также на лодках по рекам и по приморью. Климат суровый, снег выпадает в середине сентября, а тает в конце мая, хотя нередко и в мае наблюдаются морозы; лето обыкновенно тёплое, иногда сырое и холодное; в июле столбик термометра днём иногда поднимается до 25°; ночи всегда холодные. Летом много гнуса: комаров, оводов и слепней. Малоземельскую тундру исследовали такие учёные, как Шренк, Чернышёв и Танфильев.